# François d’Arbaud de Porchères
François d’Arbaud de Porchères (* 20. Dezember 1590 in Brignoles; † 5. Mai 1640 in Sennevoy-le-Haut) war ein französischer Dichter, Übersetzer und Mitglied der Académie française. Er ist nicht zu verwechseln mit seinem Akademiekollegen Honorat de Porchères Laugier.

## Leben und Werk

### Von der Provence über Paris nach Burgund
François d’Arbaud wuchs unweit des Maria Magdalenen-Wallfahrtsortes im Massif de la Sainte-Baume auf, der seine Frömmigkeit dichterisch inspirierte. Er wurde in Paris Schüler von François de Malherbe, der ihm die Hälfte seiner Bibliothek vermachte und dessen Werkausgabe er nach seinem Tod betreute. Er trat mit Psalmenübersetzungen und mit Gelegenheitsdichtung hervor und wurde 1634 Gründungsmitglied der Académie française (Sitz Nr. 19). Richelieu setzte ihm eine Pension aus. Er heiratete nach Sennevoy-le-Haut (westlich Châtillon-sur-Seine) und starb dort 49-jährig.

### Die Sonette
1855 gab Philippe d’Arbaud-Jouques (1804–1863) 63 unveröffentlichte Sonette seines Vorfahren heraus. Die religiös gefärbte Thematik betrifft Gott, die Schöpfung, das Alte und Neue Testament, Tugenden, Sünden, Himmel und Hölle.

## Werke
- La Madeleine pénitente et Le Rosaire de la Ste Vierge de Francois d’Arbaud Sr de Porchères. Du Bray, Paris 1627.
- Paraphrase des Pseaumes graduels. Paris 1633. (Psalmenauswahl in Versen)
  - Les pseaumes de la pénitence de David, mis en vers français par Fr. Porchères d’Arbaud. Nicolas, Grenoble 1651. Dédié à François Adémar de Monteil, de Grignan, abbé d’Aiguebelle
- (Hrsg.) Les oeuvres de Mre François de Malherbe, gentil-homme ordinaire de la Chambre du roy. Seconde edition. Paris 1631. Troisième edition. Paris 1635.
- Rimes de d’Arbaud-Porchères. Hrsg. Philippe d’Arbaud-Jouques. Tachère, Paris 1855.